# 알에프머트리얼즈
RF머트리얼즈(RF Materials)는 대한민국의 광화합물 반도체용 패키지 제조 기업이다. 본사는 경기 안산시 단원구 강촌로 213, 215호에 위치해 있으며 대표이사는 한기우이다. 사명을 메탈라이프에서 현재로 변경하였다.

## 상장
2019년 12월 24일에 주관사를 한국투자증권으로 공모가 13,000 원에 코스닥 시장에 상장하였다.

## 같이 보기
- RF시스템즈

## 참고문헌
1. ↑  백종석, RF머트리얼즈 한국IR협의회 기업리서치센터 2023년 1월 11일